# Portrait of Hell
Portrait of Hell (地獄変, Jigoku-hen) és una pel·lícula jidaigeki (drama d'època) japonesa de 1969 dirigida per Shiro Toyoda i protagonitzada per Tatsuya Nakadai i Kinnosuke Nakamura. Es basa en el relat curt de 1918 Hell Screen de l'escriptor Ryūnosuke Akutagawa.

## Argument
La història, ambientada en l'era Heian, representa el conflicte entre el pintor coreà Yoshihide (Tatsuya Nakadai) i el seu patró japonès, el cruel i egoista daimyo Hosokawa (Kinnosuke Nakamura).
Horikawa exigeix que Yoshihide decori les parets del seu nou temple amb una imatge de Buda, però Yoshihide es nega, insistint que no pot pintar el que no veu. En el regne de Hosokawa, Yoshihide no pot veure res més que el patiment dels camperols. Crea diverses imatges espantoses que semblen tenir algun tipus de poder màgic (per exemple, una pintura d'un home mort pels soldats de Hosokawa al principi de la pel·lícula desprèn la pudor d'un cadàver podrit.) Tots aquests horroritzen Horikawa, i ell exigeix que les pintures siguin destruïdes.
Al final, Yoshihide demana que se li permeti representar l'infern en una pantalla per a la paret del temple, i Horikawa està d'acord. Yoshihide només demana que pinti un element en el centre de la seva pintura: un carro ardent amb Horikawa en ell. Hosokawa està d'acord amb això, però per proporcionar un model per a l'escena, té a la filla de Yoshihide, Yoshika (Yoko Naito), encadenada al carro. Yoshihide mira amb horror mentre la seva filla és cremada viva, abans de continuar pintant la seva obra mestra.
Abans que es publiqui la pintura completada, Yoshihide es penja. Quan Hosokawa mira la pantalla, s'horroritza en veure's retratat a l'infern. El clímax de la pel·lícula és lleugerament vague, però el públic és dut a creure que Horikawa queda atrapat en el seu propi infern privat a través del poder del retrat.

## Repartiment
- Yoko Naito en el paper de Yoshika
- Tatsuya Nakadai en el paper de Yoshihide
- Kinnosuke Nakamura en el paper de Hosokawa[6]